# رنگین‌تاب گلوسفید
رنگین‌تاب گلوسفید (نام علمی: Brachygalba albogularis) نام یک گونه از تیره رنگین‌تاب است.